# Bryodesma oreganum
Bryodesma oreganum là một loài dương xỉ trong họ Selaginellaceae. Loài này được D.C. Eaton Soják mô tả khoa học đầu tiên năm 1992.